# Lamu
 Ovo je glavno značenje pojma Lamu. Za druga značenja pogledajte Lamu (grad), Lamu (otočje).
Lamu je koraljni otok u istoimenom otočju ispred kenijske obale, oko 350 km sjeverno od Mombase. Otok je brodskom linijom povezan s otokom Manda na kojem se nalazi zračna luka. Na otoku nema cesta, tek putovi i pješačke staze, i tek nekoliko motornih vozila, te se sav promet roba obavlja pješke ili magarcima. Na otoku ima nekoliko naselja (Shela, Matodoni, Kipangani) od kojih je najslavniji stari grad Lamu koji je najbolje sačuvano Svahili (arapski: sawāhilī, što znači "ispred obale") naselje i najstariji naseljeni grad cijele Istočne Afrike. 
Grad Lamu je izgrađen od koraljnog kamenja i drveta mangrova, te se odlikuje kućama jednostavnih oblika, obogaćene prostranim dvorištima, verandama i raskošno izrezbarenim drvenim vratima. Lamu je postao važno središte svahili kulture i islamskih studija, te muslimanskih festivala još od 19. stoljeća. Zbog toga je 2001. godine upisan na UNESCO-ov popis mjesta svjetske baštine u Africi.

## Povijest
Podrijetlo grada Lamua seže u 12. stoljeće, ali je otok vjerojatno bio naseljen i ranije. Arheološki dokazi pokazuju da su postojala dva rana svahili naselja okružena zidinama, jedno na jugu, a drugo na sjeveru današnjeg grada. Ova naselja su se ujedinila u ranom 13. stoljeću kao jedan od prosperitetnih neovisnih gradova-država na istočnoafričkoj obali. Najprije se razvio u obliku malih nakupina kamenih zgrada, uključujući i viječnicu u sjevernom dijelu današnjeg grada (Pangahari, Yumbe), gdje se nalazi i džamija petka (Pwani). Arapski putnik Abu-al-Mahasini na putu iz Meke je 1441. godine zabilježio veliki grad s uredom kadije (muslimanski sudac). 
God. 1415. zabilježeno je kako se jedan od istraživačkih brodova kineskog admirala Ženg Hea potopio ispred ovog otočja i kako su se brodolomnici naselili ovdje. Riječ je najvjerojatnije o susjednom otoku Pate gdje su dokazani kineski geni u krvi njegovih stanovnika.
Otok je prosperirao u trgovini robljem, a obilježila ga je portugalska invazija 1506. godine potaknuta željom za kontrolu trgovine uz obale Indijskog oceana. Portugal je dugo imao monopol plovidbom uzduž istočne afričke obale i nametao je poreza na izvoz već postojećim lokalnim kanalima trgovine. Na nagovor Osmanlija, 1580-ih je Lamu vodio pobunu protiv Portugalaca. God. 1652., Oman je pomogao Lamuu da se odupre portugalskoj kontroli, što mu je i uspjelo 1698. godine, i grad je postao omanski protektorat do 1890. godine. Tijekom ovog razdoblja, koje se smatra zlatnim dobom Lamua, Lamu postaje središte trgovine, ali i poezije, politike, umjetnosti i obrta.
Nakon pobjede protiv obližnjeg otoka Pate 1813. god., i nastanka vjerskog festivala tarika ("prorokov put") kojeg je ustanovio šerif Habib Svaleh u devetnaestom stoljeću, otok je procvao, ali je počeo propadati nakon britanskog prisilnog zatvaranja tržišta robova 1873. godine. God. 1890. otok je postao dio britanskog Zanzibara i ostao sve do osamostaljenja Kenije od Velike Britanije 1963. god. Turizam se razvio 1970-ih, uglavnom oko svahili arhitekture iz osamnaestog stoljeća i tradicijske kulture.

## Znamenitosti
Stari grad se sastoji od dva različita dijela, jedan izgrađen od kamena i drugih od blata i opeke. Stara gradska jezgra sastoji se od velikih kuća od koraljnog kamena i mangrova drva. Relativno veće, okolno područje, se sastoji od blata, pletera i makuti kuća. Cijelo područje obuhvaća oko 37 ha, dok je kameni grad je oko 15,6 ha, artikulirano u tri različita područja. Najstariji dio grada je na sjeveru, područja Pangahari i Yumbe s vijećnicom i Džamijom petka, a zatim se širi prema zapadu i jugu u 18. stoljeću (Mkomani područje); bazar se proteže u pravcu sjever-jug, a grad i kuće na rivi sagrađene su u 19. stoljeću. Oko 400 kuća u području Mkomani su uglavnom iz 18. stoljeća i čine najveći, te povijesno i arhitektonski najzanimljiviji dio starog grada. Ona se odlikuje uskim ulicama i dvokatnicama ili trokatnicama s malim vrtovima.
Svahili kuće se odlikuju jednostavnom i ujednačenom vanjštinom, ali bogato rezbarenim drvenim vratima. Masivni zidovi su prekriveni vapnenom žbukom. Kuće imaju ulazni trijem (Daka) i unutarnje predvorje (tekani), a unutrašnjost kuće se razvija oko malog dvorišta (kiwanda) i verande (misana), koja su ukrašena oslikanim stropovima, velikim nišama (madaka), malim nišama (zidaka) i kineskim porculanom.
Lamu utvrda sagrađena je između 1813. i 1821. god. (omansko razdoblje Seyyid Saida) u južnom kutu starog kamenog grada. Utvrda je masivna višekatnica sa središnjim dvorištem koje je postalo središtem Lamu zajednice, te se sada koristi za vjenčanja, sastanke i kazališne produkcije. 
Zgrade na rivi sa svojim arkadama i otvorenim verandama pružaju jedinstven vizualni dojam grada na prilasku s mora. Jedna od najvećih i najreprezentativnijih zgrada na rivi (iz 1892.) je pretvorena u Lamu muzej.
Budući da na otoku nema motornih vozila, transport i drugi teški poslovi se obavljaju uz pomoć oko 2.000-3.000 magaraca. Dr. Elisabeth Svendsen iz utočišta magaraca u Engleskoj prvi put je posjetila Lamu 1985. godine i zabrinuta zbog uvjeta za magarce, otvorila je utočište magaraca 1987. godine koje pruža tretman za sve magarce besplatno.
- Stari grad kroz prozor
- Dvorište Džamije petka
- Glavni trg
- Lamu muzej
- Lamu vrata

## Vanjske poveznice
- Lamu on Lamu.org - Vodič otoka Lamu  Arhivirana inačica izvorne stranice od 19. veljače 2014. (Wayback Machine) (engl.)
- Lamu na JamboKenya.com (engl.)
- Lamu na Organizaciji gradova svjetske baštine (engl.)